# Origanates
Origanates Crosby & Bishop, 1933 è un genere di ragni appartenente alla famiglia Linyphiidae.

## Distribuzione
L'unica specie oggi attribuita a questo genere è stata rinvenuta negli USA.

## Tassonomia
A dicembre 2011, si compone di una specie:
- Origanates rostratus (Emerton, 1882)[3] — USA